# After Burner Climax
After Burner Climax est un simulateur de vol de combat sorti en 2006 sur borne d'arcade. Le jeu a été développé par Sega-AM2 et édité par Sega. Il fait partie de la série After Burner.
Une version disponible sur le PlayStation Network est sortie sur PlayStation 3 en 2010.

## Système de jeu
Tout comme les précédents jeux After Burner Climax, le but est de tirer sur tous les ennemis et d'esquiver les missiles. Il faut noter que le nombre de missiles est limité mais que la mitrailleuse est infinie. Le joueur devra se lancer dans 15 niveaux, tous variés ce qui a fait sa popularité dans les salles d'arcades. Le joueur devra également esquiver des obstacles qui se dresseront sur la route. Le joueur peut choisir entre trois avions : un F-14D : Super Tomcat, un FA18E : Super Hornet et un F15E : Strike Eagle. Dans la partie, le joueur aura également trois vies.